# Katholieke Kerk in Mongolië

Mongolië

De Katholieke Kerk in Mongolië maakt deel uit van de wereldwijde Katholieke Kerk onder het leiderschap van de paus en de curie.
Tot 1991 verbood het communistisch bewind van Mongolië elke evangelisatie. Dit missiegebied is sinds 1992 toevertrouwd aan priesters van de Congregatie van het Onbevlekt Hart van Maria (Scheutisten). Sinds 2002 is er een apostolische prefectuur in Ulaanbaatar met als eerste bisschop Wenceslao Padilla (2002-2018). In 2003 werd de Sint-Petrus-en-Pauluskathedraal in Ulaanbaatar ingewijd. Dit gebouw is gemodelleerd naar een traditionele joert. In september 2023 bezocht paus Franciscus Mongolië. Giorgio Marengo is bisschop sinds 2020.
Ongeveer 2% van de Mongoolse bevolking is christen, waarvan de grote meerderheid protestant is. Anno 2002 waren er 114 katholieken en anno 2020 waren er 1.300 gedoopte katholieken op een bevolking van drie miljoen.
Apostolisch nuntius voor Mongolië is sinds 2 maart 2024 aartsbisschop Giovanni Gaspari, die tevens nuntius is voor Zuid-Korea.